# Bílina (nádraží)
Bílina je železniční stanice ve východní části města Bílina v okrese Teplice ve Ústeckém kraji v těsné blízkosti řeky Bíliny. Leží na dvoukolejných elektrizovaných tratích Ústí nad Labem – Chomutov a Ústí nad Labem – Úpořiny – Bílina (3 kV ss). Přímo před stanicí se nachází městské autobusové nádraží. V Bílině se dále nacházejí železniční zastávky Bílina kyselka a Bílina-Chudeřice.

## Historie

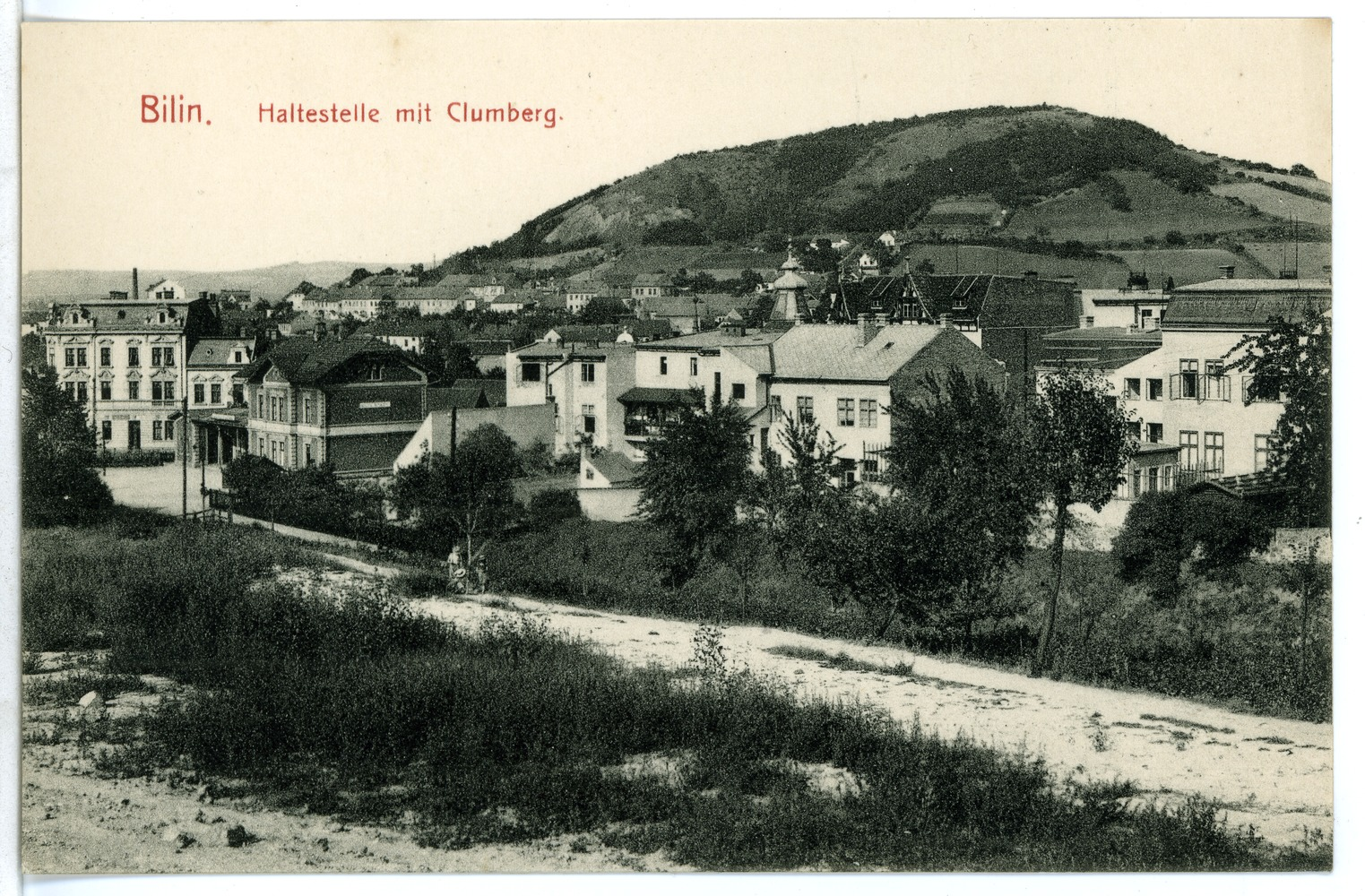
Původní zastávka Bílina - město

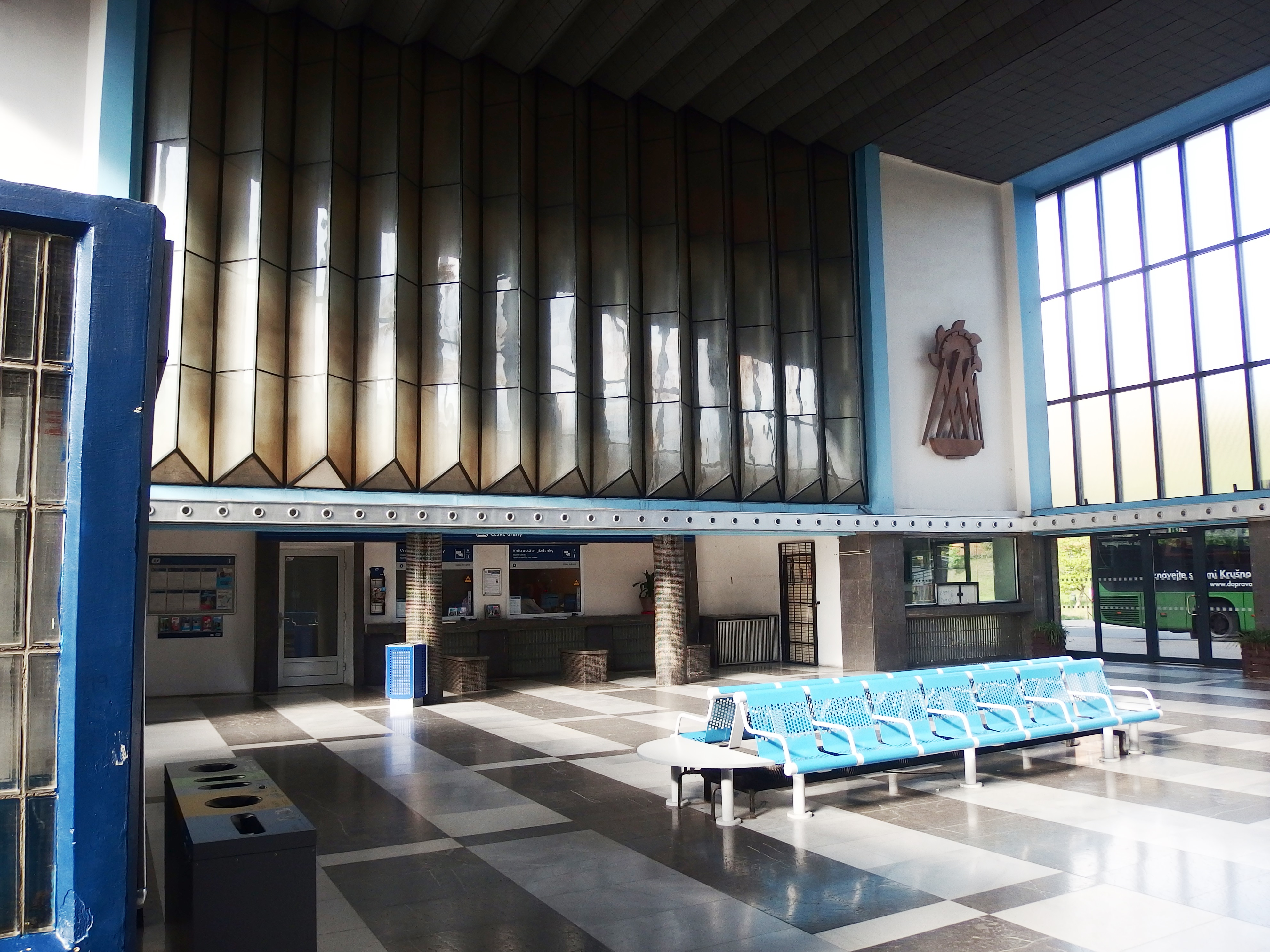
Interiér v bruselském stylu

Původní bílinská stanice (v němčině Bilin) byla postavena přibližně půl kilometru severozápadním směrem od polohy novějšího nádraží a zprovozněna 8. října 1870 společností Společnost c.k. privilegované Ústecko-teplické dráhy na trati do Chomutova. Další své tratě do Bíliny v letech 1872 a 1873 přivedly i společnosti Plzeňsko-březenská dráha a Duchcovsko-podmokelská dráha.[zdroj?]
Z důvodu rozšiřování hnědouhelného lomu Bílina bylo v 60. letech 20. století rozhodnuto o přeložce a elektrizaci trati, a tedy i o zrušení starého a výstavbě nového nádraží v poloze při řece Bílině. Nákladní doprava zde byla zahájena 8. dubna 1968.[zdroj?]

## Modernizace
Nacházejí se zde dvě zastřešená ostrovní nástupiště s podchody a elektronickým informačním systémem pro cestující. V roce 2009 byla stržena část nádražní budovy (drážní byty).[zdroj?]

## Nádražní budova
Spolu s výstavbou nového nádraží vznikla i nová nádražní budova. Ta byla budována v letech 1963-1968. Autorem návrhu byl architekt Jan Šrámek, projektantem firma SUDOP Praha. Nádražní budova, která má odbavovací halu s prosklenou uliční fasádou, měla v pravém podélném křídle provozní zázemí a poštu. V levém křídle byla restaurace a třípodlažní stavba s byty zaměstnanců; tato část byla v roce 2009 stržena pro výstavbu obchodního centra, ke kterému byla nádražní budova nově přičleněna. V exteriéru i interiéru nádražní budovy se silně odráží prvky bruselského stylu. Stavba je v interiéru i exteriéru doplněna dobovými výtvarnými díly.
V únoru 2022 budova nebyla památkově chráněna.